# Tekken 2
Tekken 2 is het tweede computerspel uit de Tekken-serie, geproduceerd en gepubliceerd door Namco. Het spel kwam uit in 1995 als arcadespel, maar werd een jaar later ook overgezet naar de PlayStation.

## Verhaal
Twee jaar zijn verstreken sinds het vechttoernooi uit Tekken. In de tussentijd is de Mishima Zaibatsu, nu onder leiding van Kazuya Mishima, nog corrupter en machtiger geworden dan eerst. Tevens is ze betrokken bij veel illegale activiteiten zoals ontvoering, smokkelen en chantage. Wat niemand weet is dat Kazuya wordt gesteund door de Duivel.
Door zijn activiteiten heeft Kazuya over de hele wereld vijanden gemaakt. Een van hen is Jun Kazama, een dierenrechten-fundamentalist. Dan hoort Kazuya plotseling dat zijn vader, Heihachi Mishima (die hij twee jaar geleden versloeg en voor dood achterliet), nog in leven is en wraak wil. In een poging zich in een keer van al zijn vijanden te ontdoen, organiseert Kazuya een nieuw vechttoernooi. Ditmaal met als prijzengeld een triljoen dollar.
Jun Kazama doet mee aan dit toernooi. Ze ontmoet Kazuya, maar door de duivel wordt ze verliefd op hem. Kazuya verwekt zelfs een kind bij haar. Uiteindelijk confronteert Kazuya opnieuw zijn vader. Wanneer Heihachi dreigt te winnen, neemt de duivel bezit van Kazuya’s lichaam en veranderd hem in een monsterlijk wezen. Desondanks weet Heihachi toch te winnen en de duivel vlucht weg uit Kazuya’s lichaam.
Hierna gooit Heihachi het lichaam van Kazuya in een uitbarstende vulkaan, om hem te doden.
Na het toernooi probeert de duivel het lichaam van Jun’s ongeboren zoon over te nemen, maar Jun slaat de aanval af.

## Gameplay
De gameplay in Tekken 2 is grotendeels gelijk aan die van zijn voorganger. Het spel gebruikt nog steeds 2D achtergronden, maar heeft nu 3D personages gekregen. Ook is de besturing aangepast, in vergelijking met het eerste spel.

## Personages
- Kazuya Mishima
- Heihachi Mishima
- Jun Kazama
- Lei Wulong
- Paul Phoenix
- Yoshimitsu
- Marshall Law
- King
- Michelle Chang
- Kuma
- Lee Chaolan
- Ganryu
- Anna Williams
- Prototype Jack
- Devil
- Armor King
- Wang Jinrei
- Kunimitsu
- Nina Williams
- Jack-2
- Baek Doo San
- Bruce Irvin
- Roger
- Alex
- Angel

## Ontvangst
Tekken 2 werd net als zijn voorganger goed ontvangen. Electronic Gaming Monthly beloonde het spel in 1995 met de 'Beste Arcade Spel van 1995'-prijs. Het spel werd vooral geprezen vanwege de graphics.